# Araujia sericifera
El jazmín de Tucumán (Araujia sericifera Brot.), también llamado planta cruel, tasi o miraguano, es una especie fanerógama perteneciente a la familia de las apocináceas. Se utiliza como planta ornamental.

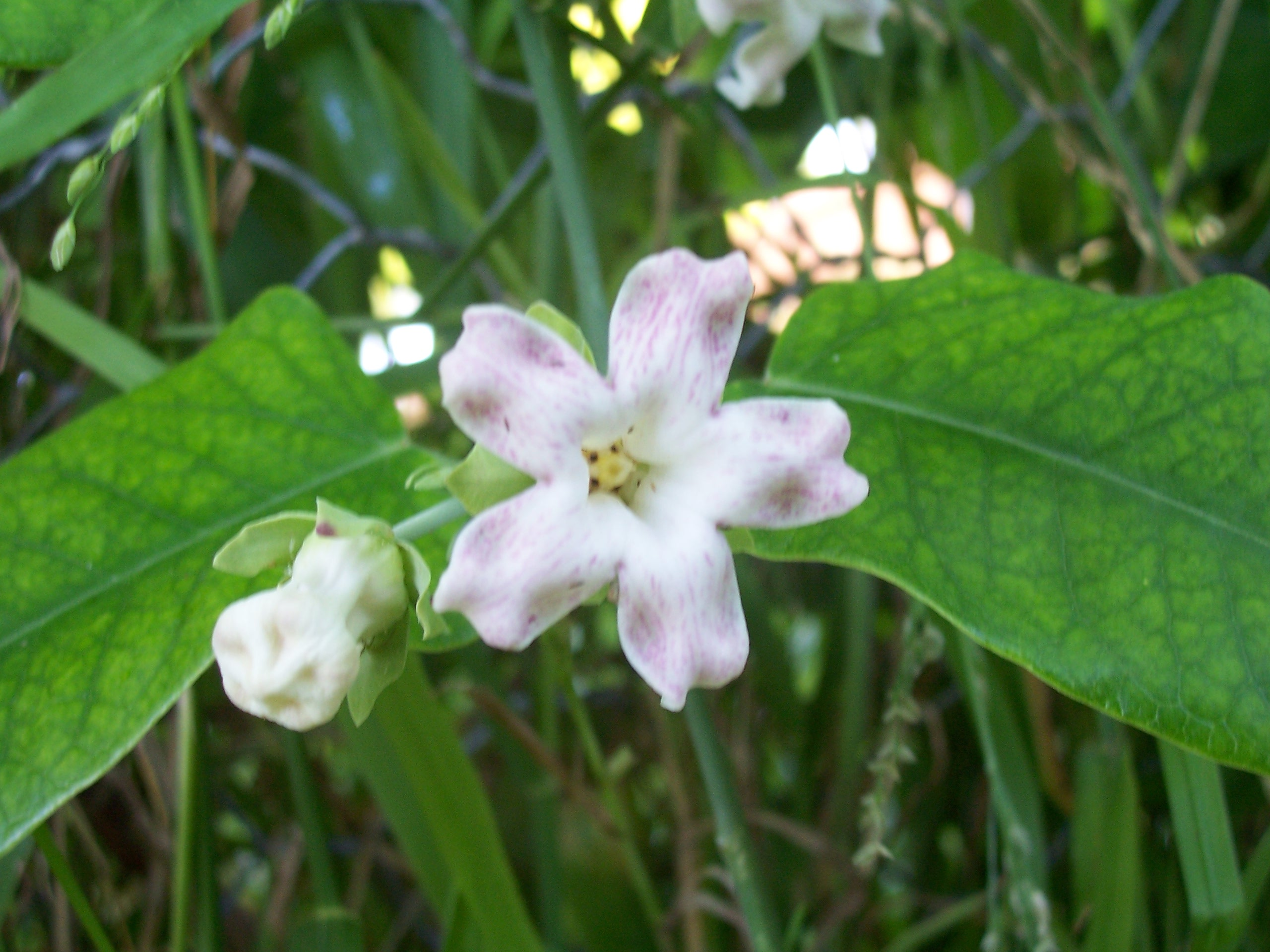
Flores.

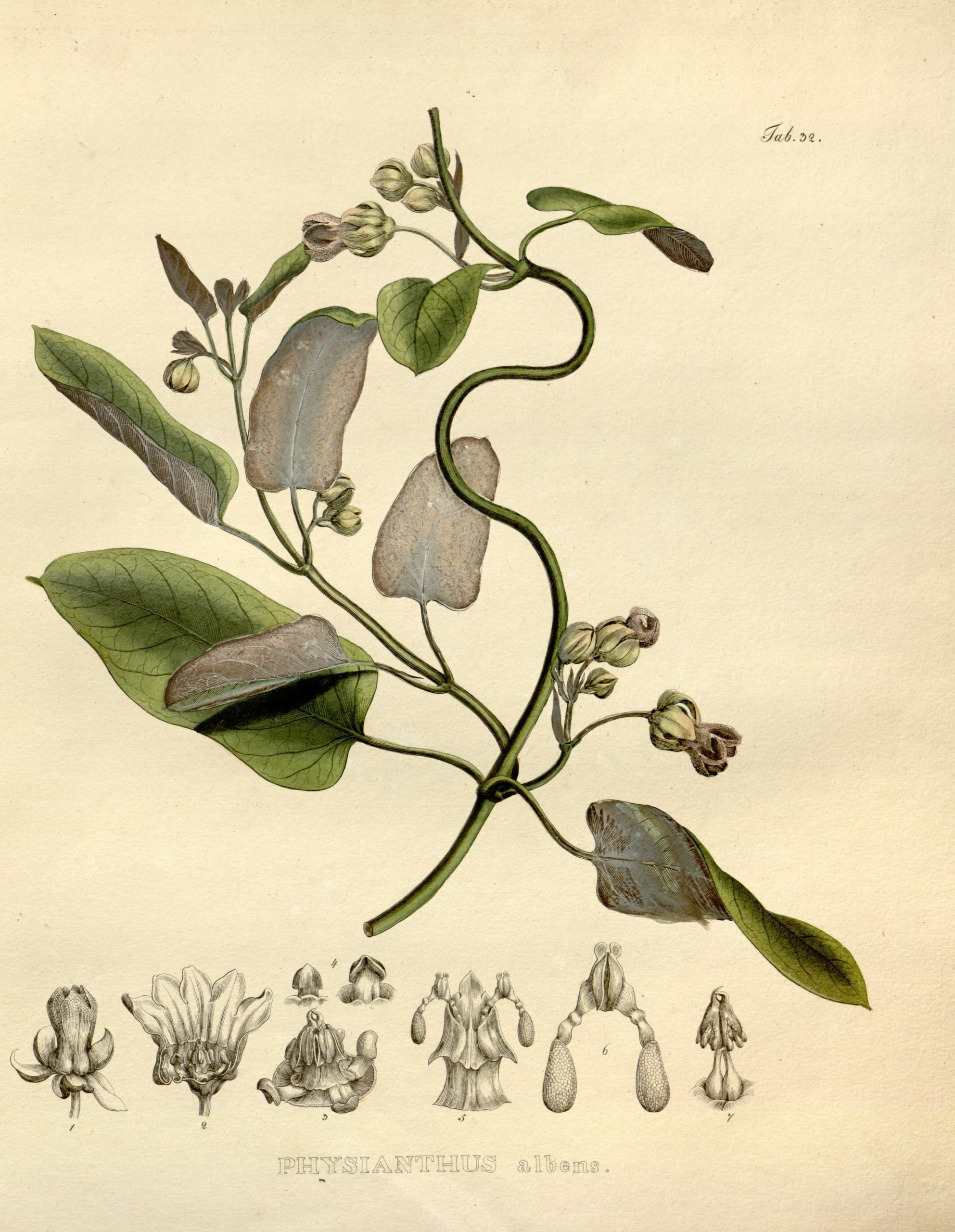
Ilustración

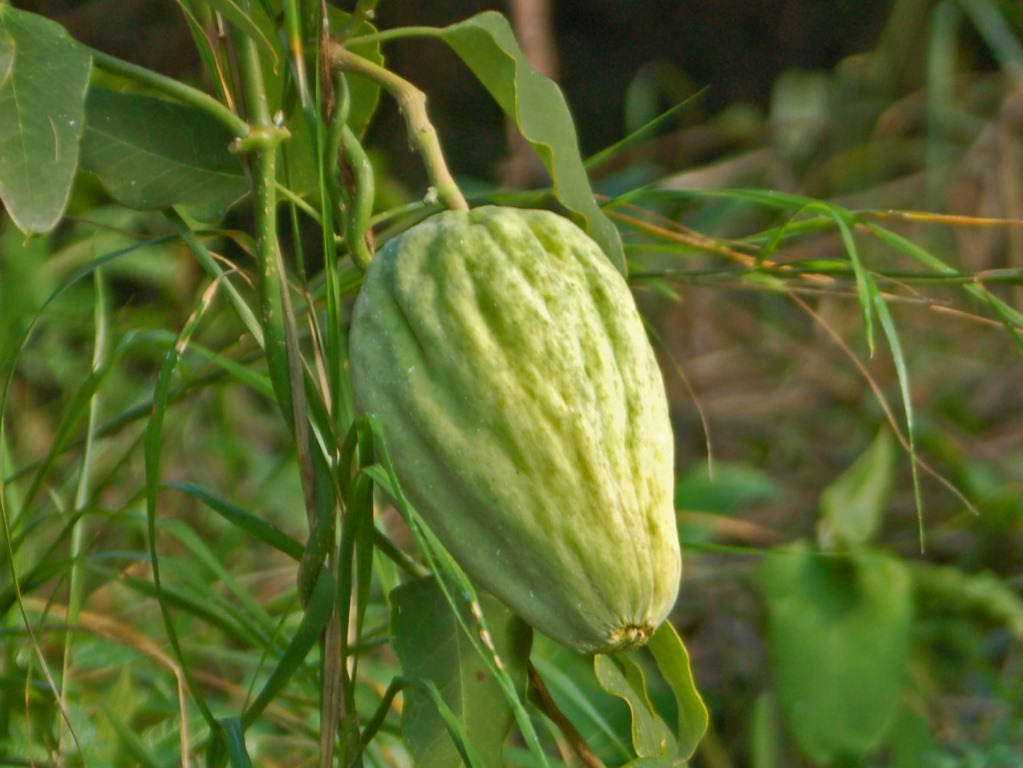
Típico fruto antes de esparcir semillas

## Distribución y hábitat

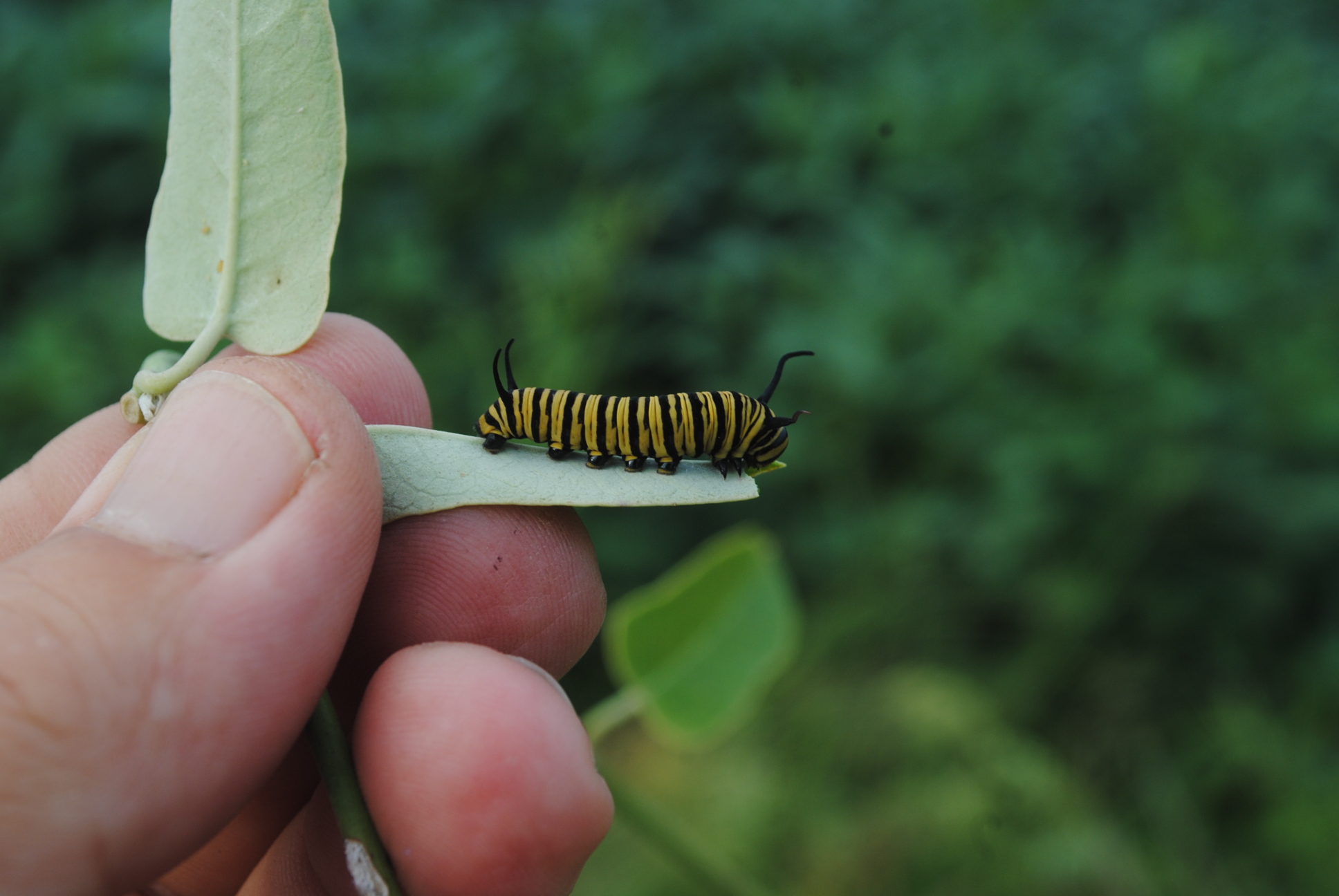
Oruga de mariposa monarca en Araujia

Esta planta es nativa de América del Sur.  Se la considera una mala hierba nociva en muchos ámbitos fuera de su zona de distribución natural. En la Argentina es autóctona en las provincias de Buenos Aires, Santa Fe, Entre Ríos, Corrientes y Misiones, donde su cultivo no sólo es apropiado, sino recomendado por atraer a la mariposa monarca (Danaus erippus). Tiene un rápido crecimiento de enredadera que puede cubrir un dosel de árbol en dos o tres años, compitiendo con algunos árboles por la luz, el agua y los nutrientes. Es un componente habitual de los talares bonaerenses, y su floración bella y abundante la hacen un ejemplar digno de ser cultivado.

## Especie invasora
Especie nativa de América del Sur, fue introducida en Europa y en muchas otras regiones como planta ornamental y actualmente es considerada dañina. Su distribución actual se extiende más allá de su área originaria natural abarcando el sur de Europa, Sudáfrica, América del Norte (California, Georgia), Australia y Nueva Zelanda.

### España
Debido a su potencial colonizador y constituir una amenaza grave para las especies autóctonas, los hábitats o los ecosistemas, esta especie ha sido incluida en el Catálogo Español de Especies Exóticas Invasoras, regulado por el Real Decreto 630/2013, de 2 de agosto, estando prohibida en España su introducción en el medio natural, posesión, transporte, tráfico y comercio.

## Taxonomía
Araujia sericifera fue descrita por Félix de Avelar Brotero y publicado en Transactions of the Linnean Society of London 12: 62–70, pl. 4–5. 1818.
Etimología
Araujia: nombre genérico que fue otorgado en honor del botánico portugués António Araújo de Azevedo, 1.° Conde de Barca (1754-1817).
sericifera: epíteto latino que significa que "lleva seda" y se refiere a sus pelos sedosos que rodean las semillas.
Sinonimia
- Apocynum volubine Vell.
- Araujia albens (Mart.) G.Don 1837.
- Araujia calycina Decne. 1844.
- Araujia grandiflora (Mart.) Morong Ann. 1893.
- Araujia hortorum E.Fourn. 1885.
- Araujia sericifera f. calycina (Decne.) Malme 1909.
- Araujia sericifera f. hortorum (E.Fourn.) Malme 1909.
- Araujia sericifera var. hortorum (E.Fourn.) Malme 1900.
- Physianthus albens Mart. 1824.[6]